# Louis Couperus prijs
De Louis Couperus-prijs of Louis Couperus prijs is de naam van twee literaire prijzen.

## De Louis Couperus-prijs 1975
In 1974 was er de door Standaard Uitgeverij en haar dochteronderneming P.N. van Kampen & Zoon uitgeschreven prijsvraag. De gelegenheid was het vijftigjarig bestaan van de uitgeverij. Het was in dat jaar ook vijftig jaar geleden dat Louis Couperus was overleden.
Het ging om het indertijd forse geldbedrag van 10 000 gulden.
In de jury zaten S. Carmiggelt, Marnix Gijsen, Bob van Kampen, Alfred Kossmann, Garmt Stuiveling, Jos Vandeloo en Paul de Wispelaere.  
De prijs werd in 1975 aan  Adriaan Venema toegekend voor zijn Het leven, een bries.
Deze prijs heeft met de eerder door Louis Couperus zèlf ingestelde prijs alleen de naam gemeen. De spelling was door de toegevoegde koppelteken iets anders.

## De door Louis Couperus bij testament ingestelde prijs
Louis Couperus heeft bij testamentaire beschikking een literaire prijs ingesteld.
Couperus heeft in zijn testament bepaald dat na zijn overlijden een "Stichting voor een Louis Couperus prijs" moest worden ingesteld. Van die stichting en van het uitreiken van een jaarlijkse "Louis Couperus prijs" is het niet gekomen. Zijn weduwe, Elisabeth Couperus-Baud bezat onvoldoende geld om de testamentaire beschikkingen uit te voeren en zij stierf zonder vermogen na te laten.
Voor het zoeken van een laureaat had Couperus een jury van drie of vijf Nederlandsche letterkundigen bestemd. Die letterkundigen hadden jaarlijks door de Vereniging van letterkundigen te Amsterdam aangewezen zullen worden. De prijs die “Louis Couperus prijs” had moeten heten moest aan een Nederlandse letterkundige (man of vrouw) worden toegekend.
Bij de toekenning van de prijs had volgens Couperus niet alleen "op de voortreffelijkheid van enig met den prijs te bekronen werk" gelet moeten worden. De jury had ook op de "meer of minder gunstige financiële omstandigheden van hem of haar die voor den prijs in aanmerking kan komen" moeten letten.
Couperus verwees in de in het testament opgenomen bepalingen op de "voortdurend weinig gunstige financiële toestand van de meeste Nederlandsche letterkundigen".
Van de Louis Couperus prijs kwam niets. In 2006 werd wel een Couperuspenning ingesteld. De penning is een gezamenlijk initiatief van het Louis Couperus Genootschap en het Louis Couperus Museum. Het doel van deze prijs is het eren van schrijvers die over Louis Couperus en zijn werk publiceerden.